# Actia pilipennis
Actia pilipennis är en tvåvingeart som först beskrevs av Fallen 1810.  Actia pilipennis ingår i släktet Actia och familjen parasitflugor. Arten är reproducerande i Sverige. Inga underarter finns listade i Catalogue of Life.